# Zadelpunt

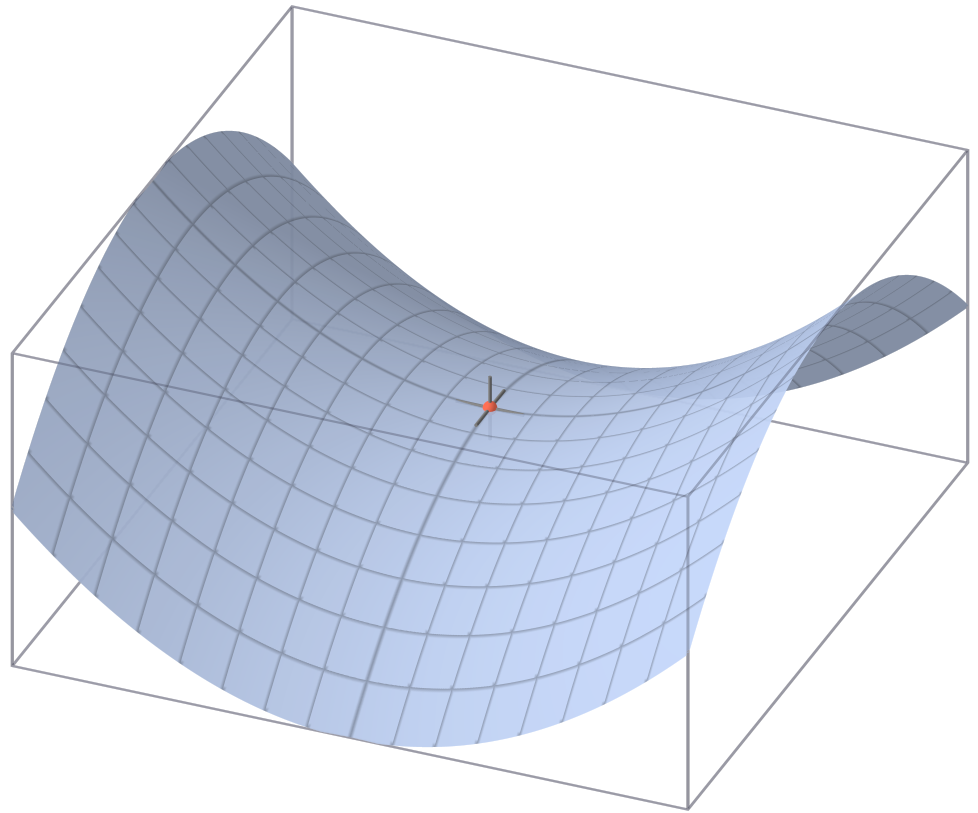
Zadelpunt op het oppervlak

Een zadelpunt is een begrip uit de wiskundige analyse waarmee een tweedimensionale interpretatie van een buigpunt wordt gegeven. Zadelpunten zijn punten in een driedimensionale ruimte, gedefinieerd op het gekromde oppervlak van de grafiek van een functie in twee variabelen, waar in de ene richting de functie een maximum heeft en in de andere richting een minimum.  Formeel is een zadelpunt van een gladde functie een stationair punt waarvoor geldt dat het oppervlak dat de grafiek vormt in elke omgeving van het punt niet uitsluitend aan één zijde ligt van het raakvlak in dat punt aan de grafiek. Een voldoende voorwaarde daarvoor is dat de hessiaan niet-definiet is, wat inhoudt dat eigenwaarden verschillend van teken zijn, één positief en één negatief. De hessiaan of matrix van Hesse is de matrix met de tweede-orde partiële afgeleiden van de functie die het oppervlak beschrijft.
Bij een zadelpunt zijn op het oppervlak van de grafiek twee gekromde lijnen te vinden die elkaar alleen in het zadelpunt snijden en zodanig over het oppervlak lopen dat de een in het zadelpunt een minimum heeft en de andere een maximum. Noem {\displaystyle f} de functie in twee variabelen waar het oppervlak waarnaar wordt gekeken het beeld van is. De twee afgeleiden naar de beide variabelen van {\displaystyle f} in een zeker punt op het oppervlak heten de partiële afgeleiden naar die variabelen van {\displaystyle f} in dat punt. De beide partiële afgeleiden van {\displaystyle f} nemen in het zadelpunt dus een extreme waarde aan.
Als een zadelpunt grafisch wordt weergegeven, ziet het eruit als een zadel. Zadelpunten dienen zich in de bergen aan als bergpassen.